# Джанлуїджі Апонте
Джанлуїджі Апонте (італійська вимова: [dʒanluˈiːdʒi aˈponte] ; народився 27 червня 1940 року) — італійський бізнесмен-мільярдер, засновник, власник і голова правління Середземноморської судноплавної компанії (MSC).

## Раннє життя
Джанлуїджі Апонте народився в Сант'Аньєлло, Італія (біля Сорренто, провінція Неаполь) 27 червня 1940 року.

## Кар'єра
Апонте — неаполітанський капітан, який увійшов у судноплавну галузь у 1970 році разом зі своєю дружиною Рафаелою. На той час новостворена компанія володіла єдиним судном, яке перевозило вантажі між Європою та Африкою. Із зростанням свого бізнесу він зробив крок у круїзну індустрію в 1988 році. Станом на 2014 рік він пішов у відставку з посади генерального директора та президента на користь свого сина Дієго Апонте, взявши на себе роль виконавчого голови MSC.

## Почесті
У 2009 році в театрі Сан-Карло в Неаполі він разом з Фабіо Каннаваро, Амброю Валло та іншими отримав приз «Неаполітанська досконалість у світі» від тодішнього прем'єр-міністра Італії Сільвіо Берлусконі.
У 2012 році він отримав премію Cruise International Lifetime Achievement Award на знак визнання його багаторічної діяльності в галузі.
У жовтні 2013 року він отримав від Президента Італії Джорджіо Наполітано нагороду Containerisation Internationalза життєві досягнення, а також лицарське звання, орден "За заслуги перед працею ". Сім'я Апонте посідає важливе місце серед 100 найвпливовіших людей у галузі судноплавства за версією Lloyd's List, увійшовши до 10 найкращих у 2014 році та на 16 позицію у 2018 році.

## Особисте життя
Він одружений з Рафаелою Діамант Пінас, швейцарці ізраїльського походження, доньці женевського банкіра, з якою він познайомився, коли вона була пасажиркою човна, капітаном якого він був. У них двоє дітей, Дієго Апонте та Алекса Апонте Ваго, які є генеральним директором і фінансовим директором MSC відповідно.